# منتخب البحرين لكأس ديفيس
منتخب البحرين لكأس ديفيس يمثل البحرين في مسابقة كأس ديفيز لكرة المضرب ويديره اتحاد البحرين للتنس.
تنافس البحرين حاليا في منطقة آسيا / أوقيانوسيا التابعة للمجموعة الرابعة. فازوا بمباراة الافتتاح في المجموعة الثانية في مناسبتين.

## التاريخ
- تنافست البحرين في كأس ديفيس لأول مرة في عام 1989.
- لعب المنتخب ما مجموعه 23 عاما في كأس ديفيس.

## التشكيلة الحالية
- حسن عبد النبي
- يوسف القائد
- عبد الكريم عبد النبي
- علي دواني